# Primera División de México 1962-63
La Temporada 1962-63 fue la edición XX del campeonato de liga de la Primera División.

## Sistema de competencia
Los catorce participantes disputan el campeonato bajo un sistema de liga, es decir, todos contra todos a visita recíproca; con un criterio de puntuación que otorga dos unidades por victoria, una por empate y cero por derrota. El campeón sería el club que al finalizar el torneo haya obtenido la mayor cantidad de puntos, y por ende se ubique en el primer lugar de la clasificación. 
En caso de concluir el certamen con dos equipos empatados en el primer lugar, se procedería a un partido de desempate entre ambos conjuntos en una cancha neutral predeterminada al inicio del torneo; de terminar en empate dicho duelo, se realizará uno extra, y de persistir la igualdad en este, se alargaría a la disputa de dos tiempos extras de 15 minutos cada uno, y posteriormente Tiros desde el punto penal, hasta que se produjera un ganador.
En caso de que el empate en el primer lugar fuese entre más de dos equipos, se realizaría una ronda de partidos entre los involucrados, con los mismos criterios de puntuación, declarando campeón a quien liderada esta fase al final.
El descenso a Segunda División corresponderá al equipo que acumulara la menor cantidad de puntos, y que por ende finalice en el último lugar de la clasificación. Al igual que el campeonato, para el descenso se contempló una serie de partidos extra en caso de empate en puntos de uno o más equipos.
Para el resto de las posiciones que no estaban involucradas con la disputa del título y el descenso, su ubicación, en caso de empate, se definía por medio del criterio de gol average o promedio de goles, y se calculaba dividiendo el número de goles anotados entre los recibidos.

## Equipos participantes

### Ascensos y descensos
| Pos | Ascendido de la Segunda División 1961-62 |
| --- | ---------------------------------------- |
| 1.º | Universidad Nacional (UNAM)              |

| Pos  | Descendido en la Primera División 1961-62 |
| ---- | ----------------------------------------- |
| 14.º | Zacatepec                                 |

### Equipos por entidad federativa
En la temporada 1962-1963 jugaron 14 equipos que se distribuían de la siguiente forma:
| Monterrey Oro Atlas Guadalajara Nacional León Irapuato Necaxa Morelia Toluca Tampico América Atlante UNAM | \| Entidad Federativa \| N.º \| Equipos \| \| ------------------ \| --- \| ---------------------------------- \| \| Distrito Federal \| 4 \| América, Atlante, UNAM y Necaxa \| \| Jalisco \| 4 \| Atlas, Nacional, Oro y Guadalajara \| \| Guanajuato \| 2 \| Irapuato y León \| \| Michoacán \| 1 \| Morelia \| \| Estado de México \| 1 \| Toluca \| \| Nuevo León \| 1 \| Monterrey \| \| Tamaulipas \| 1 \| Tampico \| |                                    |
| Entidad Federativa                                                                                        | N.º | Equipos                            |
| Distrito Federal                                                                                          | 4 | América, Atlante, UNAM y Necaxa    |
| Jalisco                                                                                                   | 4 | Atlas, Nacional, Oro y Guadalajara |
| Guanajuato                                                                                                | 2 | Irapuato y León                    |
| Michoacán                                                                                                 | 1 | Morelia                            |
| Estado de México                                                                                          | 1 | Toluca                             |
| Nuevo León                                                                                                | 1 | Monterrey                          |
| Tamaulipas                                                                                                | 1 | Tampico                            |

### Información de los equipos
| Equipo            | Sede                     | Estadio                |
| ----------------- | ------------------------ | ---------------------- |
| América (AME)     | Ciudad de México         | Olímpico Universitario |
| Atlante (ATT)     | Ciudad de México         | Olímpico Universitario |
| Atlas (ATS)       | Guadalajara, Jalisco     | Jalisco                |
| Guadalajara (GDL) | Guadalajara, Jalisco     | Jalisco                |
| Irapuato (IRA)    | Irapuato, Guanajuato     | Revolución             |
| León (LEO)        | León, Guanajuato         | La Martinica           |
| Monterrey (MTY)   | Monterrey, Nuevo León    | Tecnológico            |
| Morelia (MOR)     | Morelia, Michoacán       | Campo Independiente    |
| Nacional (NAC)    | Guadalajara, Jalisco     | Jalisco                |
| Necaxa (NEC)      | Ciudad de México         | Olímpico Universitario |
| Oro (ORO)         | Guadalajara, Jalisco     | Jalisco                |
| Tampico (TAM)     | Tampico, Tamaulipas      | Tampico                |
| Toluca (TOL)      | Toluca, Estado de México | Luis Gutiérrez Dosal   |
| U.N.A.M. (UNA)    | Ciudad de México         | Olímpico Universitario |

## Tabla general
| Pos. | Equipo      | Pts. | PJ | G  | E  | P  | GF | GC | Dif. |                       |
| ---- | ----------- | ---- | -- | -- | -- | -- | -- | -- | ---- | --------------------- |
| 1    | Oro (C)     | 36   | 26 | 15 | 6  | 5  | 55 | 35 | +20  | Campeón               |
| 2    | Guadalajara | 35   | 26 | 12 | 11 | 3  | 39 | 25 | +14  |                       |
| 3    | América     | 31   | 26 | 11 | 9  | 6  | 42 | 24 | +18  |                       |
| 4    | Atlas       | 31   | 26 | 11 | 9  | 6  | 38 | 31 | +7   |                       |
| 5    | Monterrey   | 28   | 26 | 8  | 12 | 6  | 42 | 38 | +4   |                       |
| 6    | Nacional    | 27   | 26 | 9  | 9  | 8  | 37 | 33 | +4   |                       |
| 7    | Toluca      | 26   | 26 | 8  | 10 | 8  | 32 | 31 | +1   |                       |
| 8    | Necaxa      | 25   | 26 | 9  | 7  | 10 | 47 | 51 | −4   |                       |
| 9    | León        | 25   | 26 | 6  | 13 | 7  | 35 | 41 | −6   |                       |
| 10   | Atlante     | 22   | 26 | 6  | 10 | 10 | 34 | 38 | −4   |                       |
| 11   | Irapuato    | 22   | 26 | 8  | 6  | 12 | 32 | 48 | −16  |                       |
| 12   | UNAM        | 21   | 26 | 6  | 9  | 11 | 32 | 41 | −9   |                       |
| 13   | Morelia     | 18   | 26 | 5  | 8  | 13 | 27 | 47 | −20  |                       |
| 14   | Tampico     | 17   | 26 | 5  | 7  | 14 | 39 | 50 | −11  | Descenso de categoría |

 Fuente: RSSSF
|                          |
| Oro Campeón 1.er título. |

## Resultados
| Local \ Visitante | AME | ATT | ATL | GDL | IRA | LEO | MTY | MOR | NAC | NEC | ORO | TAM | TOL | UNM |
| ----------------- | --- | --- | --- | --- | --- | --- | --- | --- | --- | --- | --- | --- | --- | --- |
| América           | —   | 1–1 | 0–0 | 0–0 | 1–0 | 0–1 | 4–1 | 5–1 | 2–0 | 4–1 | 1–0 | 1–1 | 1–1 | 2–0 |
| Atlante           | 0–1 | —   | 1–1 | 1–1 | 1–0 | 2–3 | 2–2 | 4–1 | 1–1 | 4–0 | 1–0 | 2–3 | 2–1 | 0–4 |
| Atlas             | 2–1 | 3–1 | —   | 4–2 | 1–2 | 1–1 | 1–1 | 1–1 | 2–1 | 1–1 | 1–2 | 2–2 | 2–1 | 1–0 |
| Guadalajara       | 2–2 | 0–0 | 0–0 | —   | 2–0 | 3–1 | 1–1 | 2–1 | 1–1 | 4–0 | 2–1 | 1–0 | 2–1 | 3–2 |
| Irapuato          | 2–1 | 1–1 | 0–1 | 1–1 | —   | 3–1 | 2–0 | 2–1 | 0–2 | 1–5 | 2–4 | 3–2 | 2–0 | 1–1 |
| León              | 2–4 | 1–1 | 3–3 | 2–2 | 2–0 | —   | 2–2 | 4–0 | 1–1 | 0–2 | 0–2 | 1–0 | 2–1 | 1–1 |
| Monterrey         | 1–5 | 0–0 | 1–2 | 1–1 | 4–0 | 1–1 | —   | 2–0 | 4–2 | 1–1 | 2–1 | 2–1 | 1–1 | 4–1 |
| Morelia           | 1–0 | 0–2 | 2–1 | 0–1 | 2–2 | 1–1 | 2–2 | —   | 1–2 | 1–1 | 0–3 | 3–1 | 0–0 | 4–1 |
| Nacional          | 1–2 | 1–0 | 0–1 | 3–1 | 4–2 | 4–0 | 1–1 | 2–2 | —   | 2–1 | 0–2 | 2–2 | 2–0 | 1–3 |
| Necaxa            | 2–1 | 2–2 | 2–1 | 0–3 | 4–4 | 3–1 | 0–1 | 2–0 | 1–0 | —   | 3–4 | 5–2 | 5–3 | 0–1 |
| Oro               | 1–1 | 3–2 | 3–1 | 1–0 | 3–0 | 0–0 | 3–2 | 3–2 | 1–1 | 3–3 | —   | 2–2 | 1–1 | 4–2 |
| Tampico           | 2–1 | 4–3 | 0–1 | 0–1 | 0–1 | 2–2 | 1–3 | 2–0 | 2–2 | 4–1 | 2–3 | —   | 1–2 | 2–2 |
| Toluca            | 0–0 | 3–0 | 2–1 | 2–2 | 3–0 | 0–0 | 2–1 | 0–0 | 0–0 | 2–1 | 3–2 | 2–1 | —   | 0–1 |
| UNAM              | 1–1 | 1–0 | 1–3 | 0–1 | 1–1 | 2–2 | 1–1 | 1–3 | 0–1 | 1–1 | 1–3 | 2–0 |     | —   |